# NGC 4989
NGC 4989 је лентикуларна галаксија у сазвежђу Девица која се налази на NGC листи објеката дубоког неба.
Деклинација објекта је - 5° 23' 47" а ректасцензија 13h 9m 16,0s. Привидна величина (магнитуда) објекта NGC 4989 износи 13,3 а фотографска магнитуда 14,3. NGC 4989 је још познат и под ознакама MCG -1-34-5, PGC 45606.